# David Attard
David Attard (Sliema, 29 maart 1953) is een Maltees rechtsgeleerde. Hij was hoogleraar aan de Universiteit van Malta en is tegenwoordig rechter van het Internationale Zeerechttribunaal.

## Levensloop
Attard sloot in 1978 zijn studie in de rechten af met een doctoraat (LL.D.). Vervolgens promoveerde hij nogmaals aan de Universiteit van Oxford. Hij is zowel toegelaten tot de balie in eigen land als tot de advocatenkamer van Middle Temple in het Verenigd Koninkrijk.
Vanaf 1986 was hij buitengewoon en van 1988 tot 2011 gewoon hoogleraar internationaal recht, grondrechten, vergelijkende rechtswetenschap, internationaal privaatrecht en zeerecht aan de Universiteit van Malta. Van 1992 tot 2011 leidde hij daarbij het International Maritime Law Institute dat aan dezelfde universiteit verbonden is. Hij was gasthoogleraar aan de Universiteit Tor Vergata (1994), Yale (2000) en de Universiteit van Parijs I (2007/2008)
Attard was adviseur voor zijn eigen en verschillende andere regeringen op het gebied van internationaal recht. Hij was verschillende malen speciaal gezant en leidde in 1987 een delegatie van zijn land tijdens de voorbereidingen van de oprichting van het Internationale Zeerechttribunaal. Hij werd meermaals onderscheiden, waaronder als Ridder in het Franse Legioen van Eer en als Commandeur in de Spaanse Orde van Isabella de Katholieke. Verder werd hij opgenomen in de Maltese Orde en de Italiaanse Orde van Verdienste.
Vanaf 2004 was hij lid van het Permanente Hof van Arbitrage in Den Haag, tot hij in oktober 2011 voor een termijn van negen jaar werd beëdigd tot rechter van het Internationale Zeerechttribunaal in Hamburg.

## Werk (selectie)
- 1987: The Exclusive Economic Zone in International Law, reeks: Oxford Monographs in International Law, deel 1, Oxford en New York
- 1989: Climate Change, Malta
- 1991: The Common Concern of Mankind in Relation to Global Environmental Issues, als redacteur Valletta en Nairobi

- Bibliothèque nationale de France: cb12323386g (data)
- Gemeinsame Normdatei: 170711587
- International Standard Name Identifier: 0000 0001 1621 2356
- Library of Congress Control Number: n85255014
- Nationale Bibliotheek van Israël: 987007424227805171
- Nederlandse Thesaurus van Auteursnamen: 072815922
- Système universitaire de documentation: 174477899
- Virtual International Authority File: 161512082
- WorldCat: E39PBJfMdQvmbrFd8JKqpF9JjC